# Fronreute
Fronreute – miejscowość i gmina w Niemczech, w kraju związkowym Badenia-Wirtembergia, w rejencji Tybinga, w regionie Bodensee-Oberschwaben, w powiecie Ravensburg, wchodzi w skład związku gmin Fronreute-Wolpertswende. Leży w Górnej Szwabii.
Największymi dzielnicami gminy są Blitzenreute (jej siedziba) oraz Fronhofen, w jej skład wchodzi również około 25 mniejszych miejscowości.

## Zabytki
- kościół parafialny św. Konrada i św. Wincenta (St. Konrad und Vinzenz) we Fronhofen
- kościół parafialny św. Laurentego i św. Jakuba (St. Laurentius und Jakobus) w Blitzenreute

## Osoby

### urodzeni we Fronreute
- Rudolf Köberle – polityk, badeński minister

### związani z gminą
- Susanne Fellner – hokeistka, olimpijka